# 原平了
原平了（日语：／ Motohira Ryō，1954年—），日本淨土真宗僧侶（空誓寺住持）、前動畫導演、前動畫編劇。出身於富山縣冰見市。

## 來歷、人物
加入SHIN-EI動畫後擔任製作助理。他也曾於1981年至1984年間擔任《哆啦A夢》的總導演。離開公司後，他成為自由編劇。
他為電影《哆啦A夢：大雄的西遊記》、電影《哆啦美：迷你哆啦SOS》、動畫《超能力魔美》、電影《蠟筆小新：動感超人VS高衩魔王》、動畫《21衛門》等多部作品的劇本創作。
2003年母親過世，父親（空誓寺住職）獨自生活後，他在築地本願寺的東京佛學院學習了一年後，2005年4月在空誓寺出家為僧。
2006年為電影《蠟筆小新：Amigo！森巴入侵計畫》撰寫劇本後，他從動畫界退休。

## 參加作品

### 電視動畫
- 超能力魔美（編劇）
- 蠟筆小新（編劇）
- 烏龍派出所（編劇）
- 變形金剛：微型傳說（編劇、劇本統籌）
- 大耳鼠（編劇）
- 伊沙米大冒險（編劇）
- 哆啦A夢 (1979年版)（總導演、編劇、分鏡、演出）
- 21衛門（編劇）
- YAT安心！宇宙旅行（日语：YAT安心!宇宙旅行）（編劇）
- 拜託了！薩米亞丼（日语：おねがい!サミアどん）（編劇）[2]
- （編劇）
- 有趣漫畫入門講座（日语：まんがはじめて面白塾）（編劇）
- 頑童歷險記（編劇）
- 橫行太保（編劇）
- 莫克和甜甜（分鏡、演出）

### 電影動畫
- 蠟筆小新：動感超人VS高衩魔王（編劇）
- 哆啦A夢：大雄的西遊記（編劇）
- 哆啦美：迷你哆啦SOS（編劇）
- 蠟筆小新：Amigo！森巴入侵計畫（編劇）

### OVA
- 聖未加江羅學院漂流記（日语：聖ミカエラ学園漂流記）（編劇）
- 單身公寓II（日语：独身アパートどくだみ荘）（編劇）
- 樂勝！Hyper Doll（日语：楽勝!ハイパードール）（編劇）